# Don Gregorio
Don Gregorio és una òpera amb música de Gaetano Donizetti i llibret en italià de Jacopo Ferretti. Es va estrenar al Teatro Nuovo de Nàpols l'11 de juny de 1826. És una adaptació de la seva popular òpera bufa de 1824 titulada L'ajo nell'imbarazzo, que havia triomfat en el Teatro Valle de Roma.

## Història
Francesco Tortoli estava interessat a produir L'ajo nell'imbarazzo, que havia triomfat a Roma, per al Teatro Nuovo de Nàpols, però es considerava que era inadequada tal com estava escrita. Donizetti va signar un contracte amb Tortoli per 300 ducats per adaptar L'ajo nell'imbarazzo en una nova òpera, Don Gregorio, i per compondre una altra òpera. Per a l'adaptació, Donizetti va revisar els recitatius a diàleg parlat i va traduir el paper de Don Gregorio a dialecte napolità.

## Representacions
Es va estrenar al Teatre Nuovo de Nàpols l'11 de juny de 1826. Aquest mateix any es va representar també en La Scala. El 28 de juliol de 1846 es va representar per primera vegada a Londres, però "sembla haver desaparegut fins que va reaparèixer a Itàlia de nou al segle XX". Es va presentar al Teatro Donizetti de la ciutat natal del compositor, Bèrgam, en 1959, però una representació escènica reeixida al Festival de Wexford el 1973 va fer que aparegués en altres quatre ciutats europees entre 1975 i 1990. Mentrestant, el 1964 es va retransmetre una producció per a la televisió italiana,
però un nou enregistrament videogràfic es va fer d'una representació en viu al Teatro Donizetti de novembre de 2007.